# Новоторецька сільська рада
| Новоторецька сільська рада — колишній орган місцевого самоврядування у Добропільському районі Донецької області з адміністративним центром у с. Новоторецьке. Сільській раді підпорядковані населені пункти: - с. Новоторецьке - с. Володимирівка - с. Коптєве - с. Панківка |

## Склад ради
Рада складається з 16 депутатів та голови.

## Керівний склад сільської ради
| ПІБ                             | Основні відомості                                                         | Дата обрання | Дата звільнення |
| ------------------------------- | ------------------------------------------------------------------------- | ------------ | --------------- |
| Пічаджи Володимир Костянтинович | Сільський голова, 1948 року народження, освіта, член Партії регіонів      | 26.03.2006   | 31.10.2010      |
| Кордюков Олександр Миколайович  | Сільський голова, 1966 року народження, освіта вища, член Партії регіонів | 31.10.2010   |                 |

Примітка: таблиця складена за даними джерела